# Saint-Médard-de-Mussidan
Pour les articles homonymes, voir Saint-Médard.
Saint-Médard-de-Mussidan est une commune française située dans le département de la Dordogne, en région Nouvelle-Aquitaine.

## Géographie

### Généralités
Dans l'ouest du département de la Dordogne, la commune de Saint-Médard-de-Mussidan est située dans le Landais pour sa partie sud, et en vallée de l'Isle au nord. C'est une commune rurale qui fait partie de l'unité urbaine de Mussidan et qui était incluse jusqu'en 2019 dans l'aire urbaine de Mussidan. 
En rive gauche de l'Isle, elle est bordée au nord par cette rivière et à l'ouest par son affluent le Martarieux et arrosée par son autre affluent, la Beauronne.
À proximité de la route départementale (RD) 6089, le bourg de Saint-Médard-de-Mussidan se situe, en distances orthodromiques, deux kilomètres à l'ouest-nord-ouest de Mussidan et douze kilomètres au sud-ouest de Neuvic.
La commune est également desservie par les RD 20, 709 et 709E. Elle est aussi traversée par l'autoroute A89 dont l'échangeur-péage le plus proche (no 13) est celui de Mussidan, à six kilomètres du bourg par la route, et par la ligne ferroviaire Bordeaux - Périgueux dont la gare la plus proche est celle de Mussidan, à deux kilomètres par la route.

### Communes limitrophes
Saint-Médard-de-Mussidan est limitrophe de sept autres communes.
|                          | Saint-Martin-l'Astier    | Saint-Front-de-Pradoux |
| Saint-Laurent-des-Hommes | Saint-Médard-de-Mussidan | Mussidan               |
| Beaupouyet               | Saint-Géry               | Les Lèches             |

### Géologie et relief

#### Géologie
Situé sur la plaque nord du Bassin aquitain et bordé à son extrémité nord-est par une frange du Massif central, le département de la Dordogne présente une grande diversité géologique. Les terrains sont disposés en profondeur en strates régulières, témoins d'une sédimentation sur cette ancienne plate-forme marine. Le département peut ainsi être découpé sur le plan géologique en quatre gradins différenciés selon leur âge géologique. Saint-Médard-de-Mussidan est située dans le quatrième gradin à partir du nord-est, un plateau formé de dépôts siliceux-gréseux et de calcaires lacustres de l'ère tertiaire.
Les couches affleurantes sur le territoire communal sont constituées de formations superficielles du Quaternaire et de roches sédimentaires datant pour certaines du Cénozoïque, et pour d'autres du Mésozoïque. La formation la plus ancienne, notée c5e, date du Campanien 5, des calcaires bioclastiques jaunâtres à rudistes, orbitoides media, Larrazetia, calcaires gréseux jaunes à grands silex versicolores, lumachelles à huîtres. La formation la plus récente, notée CFp, fait partie des formations superficielles de type colluvions indifférenciées de versant, de vallon et plateaux issues d'alluvions, molasses, altérites. Le descriptif de ces couches est détaillé dans  les feuilles « no 781 - Montpon-Ménestérol » et « no 782 - Mussidan » de la carte géologique au 1/50 000 de la France métropolitaine, et leurs notices associées,.

Carte géologique de Saint-Médard-de-Mussidan.

#### Relief et paysages
Le département de la Dordogne se présente comme un vaste plateau incliné du nord-est (491 m, à la forêt de Vieillecour dans le Nontronnais, à Saint-Pierre-de-Frugie) au sud-ouest (2 m à Lamothe-Montravel). L'altitude du territoire communal varie quant à elle entre 37 mètres et 150 mètres,.
Dans le cadre de la Convention européenne du paysage entrée en vigueur en France le 1er juillet 2006, renforcée par la loi du 8 août 2016 pour la reconquête de la biodiversité, de la nature et des paysages, un atlas des paysages de la Dordogne a été élaboré sous maîtrise d’ouvrage de l’État et publié en octobre 2020. Les paysages du département s'organisent en huit unités paysagères,. La commune est dans l'unité paysagère de la « Vallée de l'Isle », qui présente un profil contrasté : une vallée relativement encaissée, aux coteaux affirmés, dominant le fond de vallée de 60 à 80 m en amont de Mussidan, une vallée plus élargie en aval avec un fond de vallée plat, large de 1,5 à 2 km. À la fois agricole et urbanisée, elle est parcourue par de nombreuses voies de communication,.
La superficie cadastrale de la commune publiée par l'Insee, qui sert de référence dans toutes les statistiques, est de 24,45 km2,,. La superficie géographique, issue de la BD Topo, composante du Référentiel à grande échelle produit par l'IGN, est quant à elle de 23,68 km2.

### Hydrographie

#### Réseau hydrographique
La commune est située dans le bassin de la Dordogne au sein du Bassin Adour-Garonne. Elle est drainée par l'Isle, la Beauronne, le Martarieux, et par divers petits cours d'eau, qui constituent un réseau hydrographique de 35 km de longueur totale,.
L'Isle, d'une longueur totale de 255,29 km, prend sa source dans la Haute-Vienne dans la commune de Janailhac et se jette dans la Dordogne — dont elle est le principal affluent — en rive droite face à Arveyres, en limite de Fronsac et de Libourne,. Elle borde la commune au nord sur dix kilomètres, la séparant de Saint-Front-de-Pradoux au nord-est, de Saint-Martin-l'Astier au nord et de Saint-Laurent-des-Hommes au nord-ouest.
La Beauronne, d'une longueur totale de 15,22 km, prend sa source dans la commune d'Église-Neuve-d'Issac et se jette dans l'Isle en rive gauche à Saint-Médard-de-Mussidan, face à Saint-Laurent-des-Hommes,. Elle traverse le territoire communal du sud-est au nord-ouest sur près de sept kilomètres et demi
Le Martarieux, d'une longueur totale de 13,57 km, prend sa source dans la commune de Fraisse et se jette dans l'Isle en rive gauche à Saint-Laurent-des-Hommes,. Il limite le territoire communal à l'ouest sur cinq kilomètres, en trois tronçons, face à Beaupouyet et Saint-Laurent-des-Hommes.

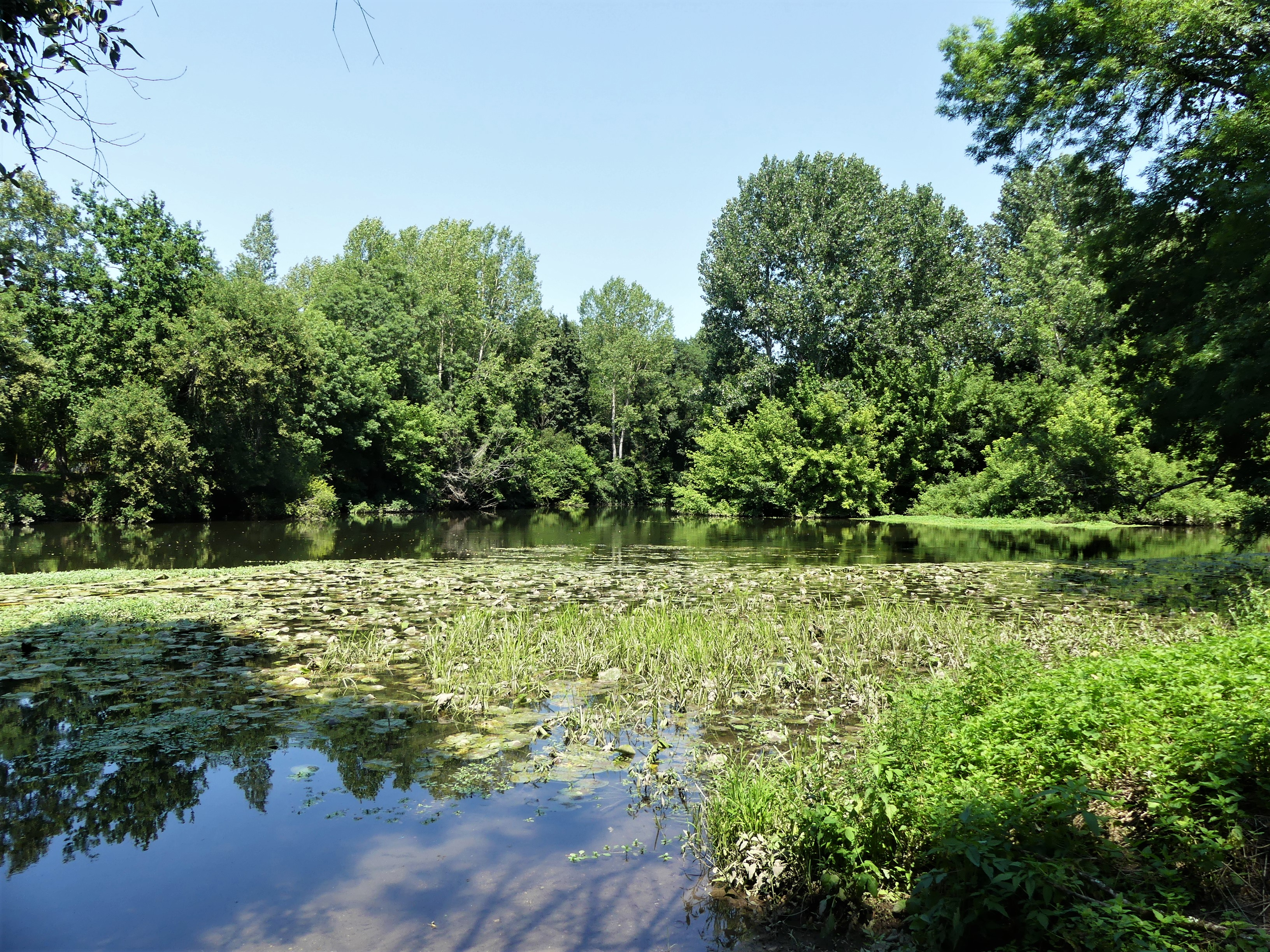
L'Isle en limite de Saint-Médard-de-Mussidan (au premier plan) et de Saint-Front-de-Pradoux (en rive opposée).
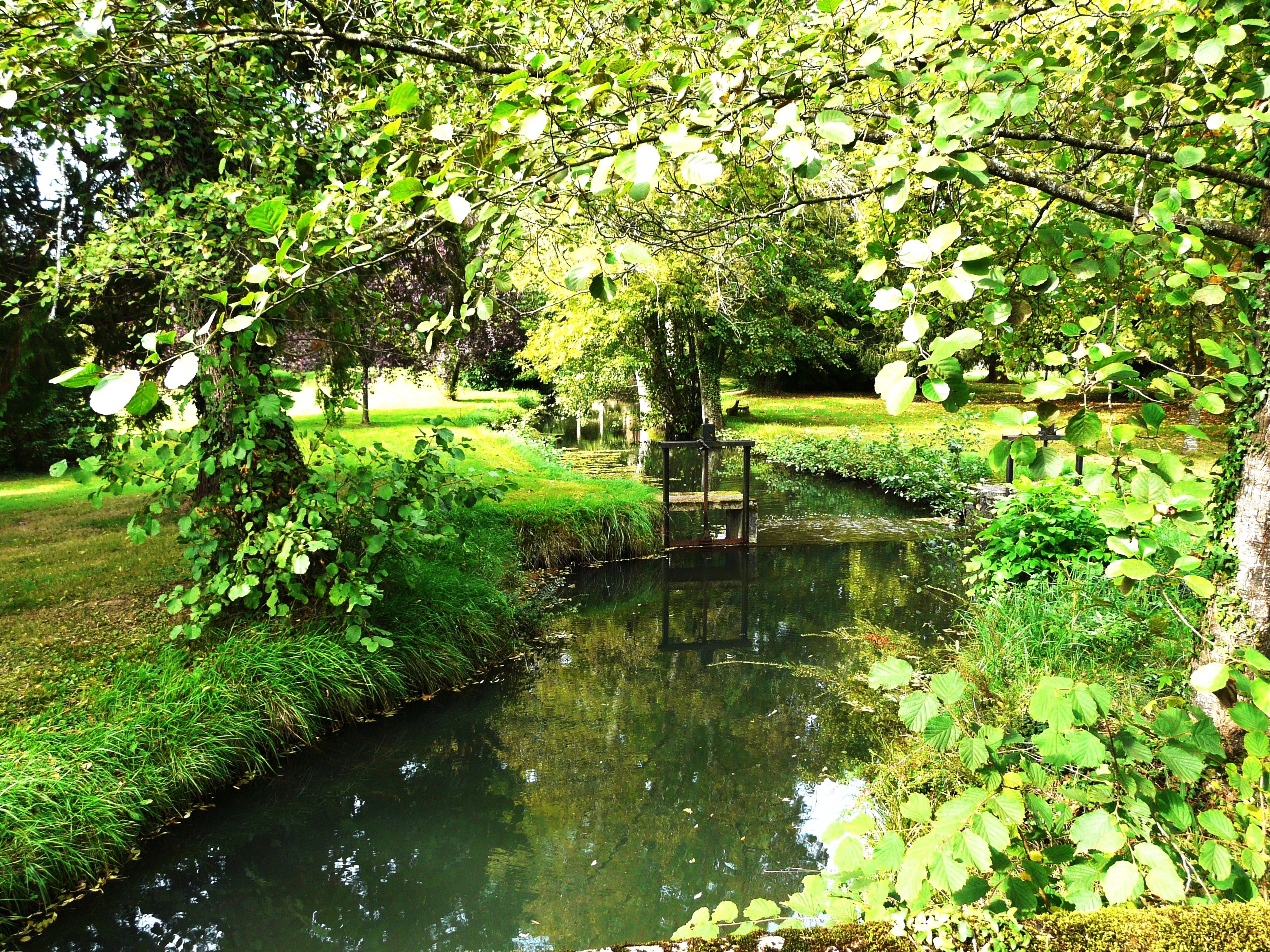
La Beauronne dans le parc du château de Bassy.
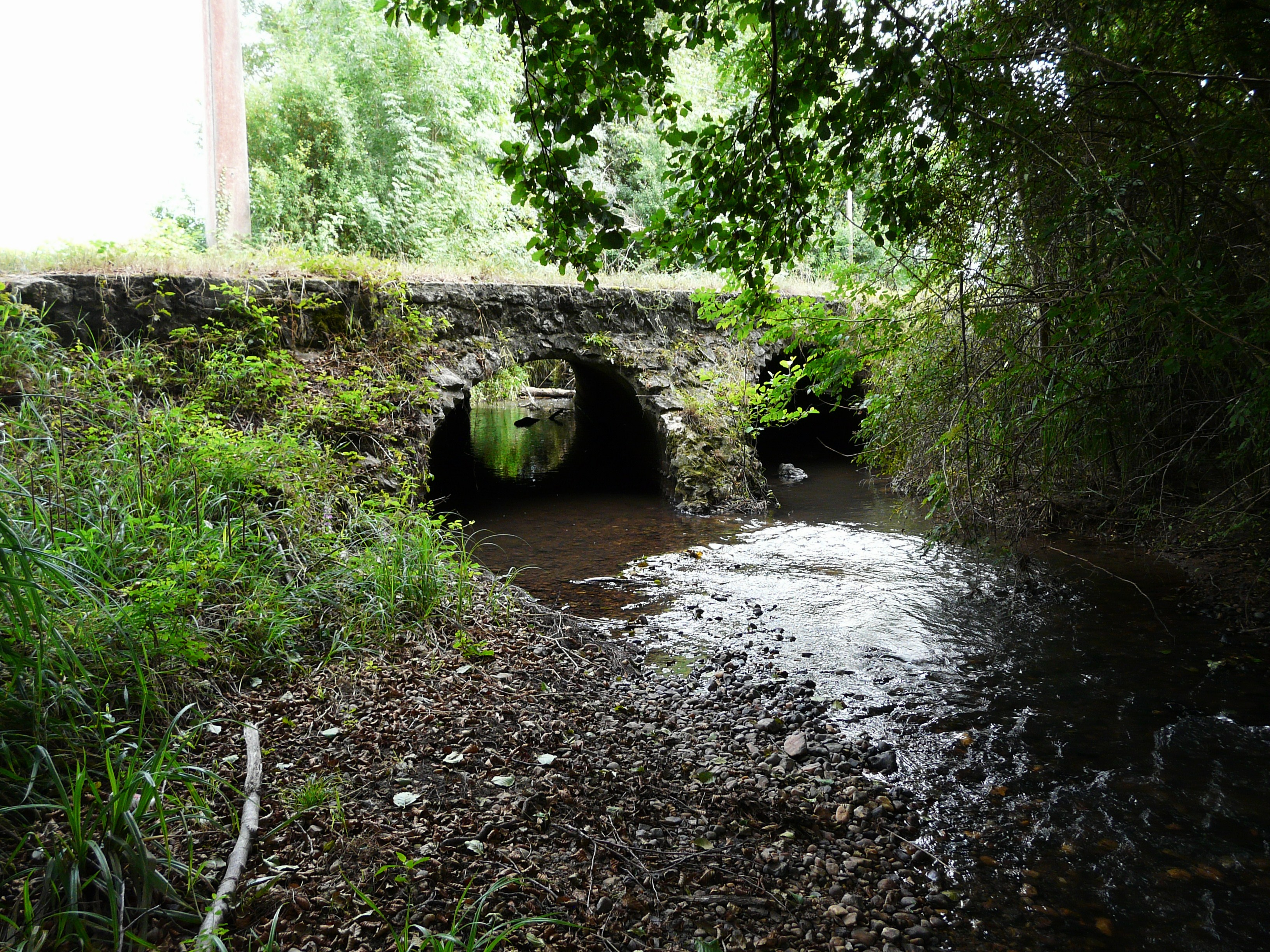
La Beauronne à CHandos.
Réseaux hydrographique et routier de Saint-Médard-de-Mussidan.

#### Gestion et qualité des eaux
Le territoire communal est couvert par le schéma d'aménagement et de gestion des eaux (SAGE) « Isle - Dronne ». Ce document de planification, dont le territoire regroupe les bassins versants de l'Isle et de la Dronne, d'une superficie de 7 500 km2, a été approuvé le 2 août 2021. La structure porteuse de l'élaboration et de la mise en œuvre est l'établissement public territorial de bassin de la Dordogne (EPIDOR). Il définit sur son territoire les objectifs généraux d’utilisation, de mise en valeur et de protection quantitative et qualitative des ressources en eau superficielle et souterraine, en respect des objectifs de qualité définis dans le troisième SDAGE  du Bassin Adour-Garonne qui couvre la période 2022-2027, approuvé le 10 mars 2022.
La qualité des eaux de baignade et des cours d’eau peut être consultée sur un site dédié géré par les agences de l’eau et l’Agence française pour la biodiversité.

### Climat
Pour des articles plus généraux, voir Climat de la Nouvelle-Aquitaine et Climat de la Dordogne.
Historiquement, la commune est exposée à un climat océanique aquitain.  
En 2020, Météo-France publie une typologie des climats de la France métropolitaine dans laquelle la commune est exposée à un climat océanique et est dans la région climatique  Aquitaine, Gascogne, caractérisée par une pluviométrie abondante au printemps, modérée en automne, un faible ensoleillement au printemps, un été chaud (19,5 °C), des vents faibles, des brouillards fréquents en automne et en hiver et des orages fréquents en été (15 à 20 jours).
Pour la période 1971-2000, la température annuelle moyenne est de 12,8 °C, avec  une amplitude thermique annuelle de 15,2 °C. Le cumul annuel moyen de précipitations est de 832 mm, avec 11,3 jours de précipitations en janvier et 6,8 jours en juillet. Pour la période 1991-2020, la température moyenne annuelle observée sur la station météorologique la plus proche, située sur la commune de Saint-Martin-de-Ribérac à 21 km à vol d'oiseau, est de 13,5 °C et le cumul annuel moyen de précipitations est de 916,6 mm,. Pour l'avenir, les paramètres climatiques de la commune estimés pour 2050 selon différents scénarios d’émission de gaz à effet de serre sont consultables sur un site dédié publié par Météo-France en novembre 2022.

## Urbanisme

### Typologie
Au 1er janvier 2024, Saint-Médard-de-Mussidan est catégorisée commune rurale à habitat dispersé, selon la nouvelle grille communale de densité à 7 niveaux définie par l'Insee en 2022.
Elle appartient à l'unité urbaine de Mussidan, une agglomération intra-départementale dont elle est ville-centre,. La commune est en outre hors attraction des villes,.

### Occupation des sols
L'occupation des sols de la commune, telle qu'elle ressort de la base de données européenne d’occupation biophysique des sols Corine Land Cover (CLC), est marquée par l'importance des territoires agricoles (67,1 % en 2018), en diminution par rapport à 1990 (69,5 %). La répartition détaillée en 2018 est la suivante : 
zones agricoles hétérogènes (47,4 %), forêts (23,2 %), terres arables (15 %), zones urbanisées (5,4 %), prairies (4,7 %), milieux à végétation arbustive et/ou herbacée (3,1 %), zones industrielles ou commerciales et réseaux de communication (1,2 %). L'évolution de l’occupation des sols de la commune et de ses infrastructures peut être observée sur les différentes représentations cartographiques du territoire : la carte de Cassini (XVIIIe siècle), la carte d'état-major (1820-1866) et les cartes ou photos aériennes de l'IGN pour la période actuelle (1950 à aujourd'hui).

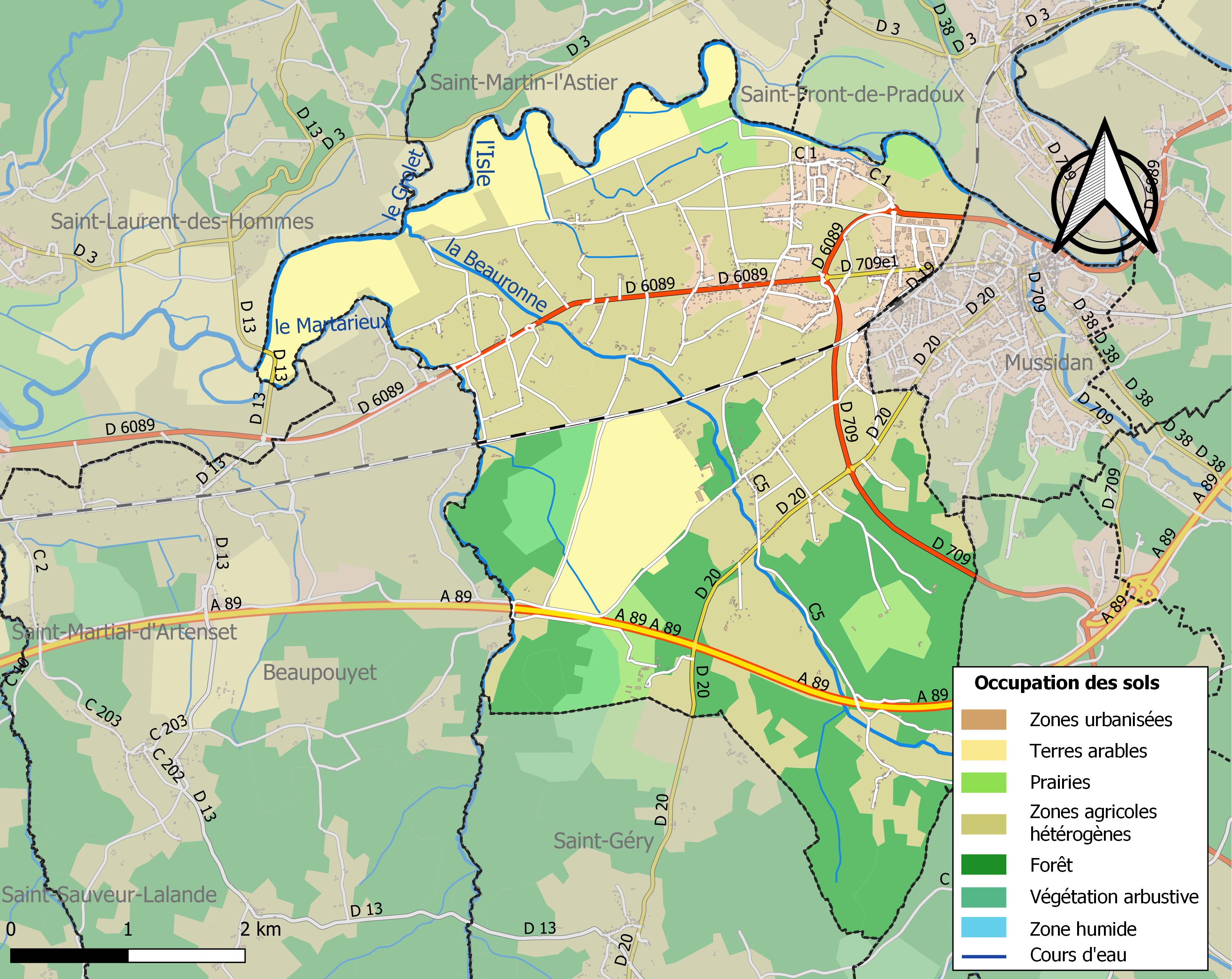
Carte des infrastructures et de l'occupation des sols de la commune en 2018 (CLC).

### Prévention des risques
Le territoire de la commune de Saint-Médard-de-Mussidan est vulnérable à différents aléas naturels : météorologiques (tempête, orage, neige, grand froid, canicule ou sécheresse), inondations, feux de forêts, mouvements de terrains et séisme (sismicité très faible). Il est également exposé à un risque technologique,  le transport de matières dangereuses. Un site publié par le BRGM permet d'évaluer simplement et rapidement les risques d'un bien localisé soit par son adresse soit par le numéro de sa parcelle.

#### Risques naturels

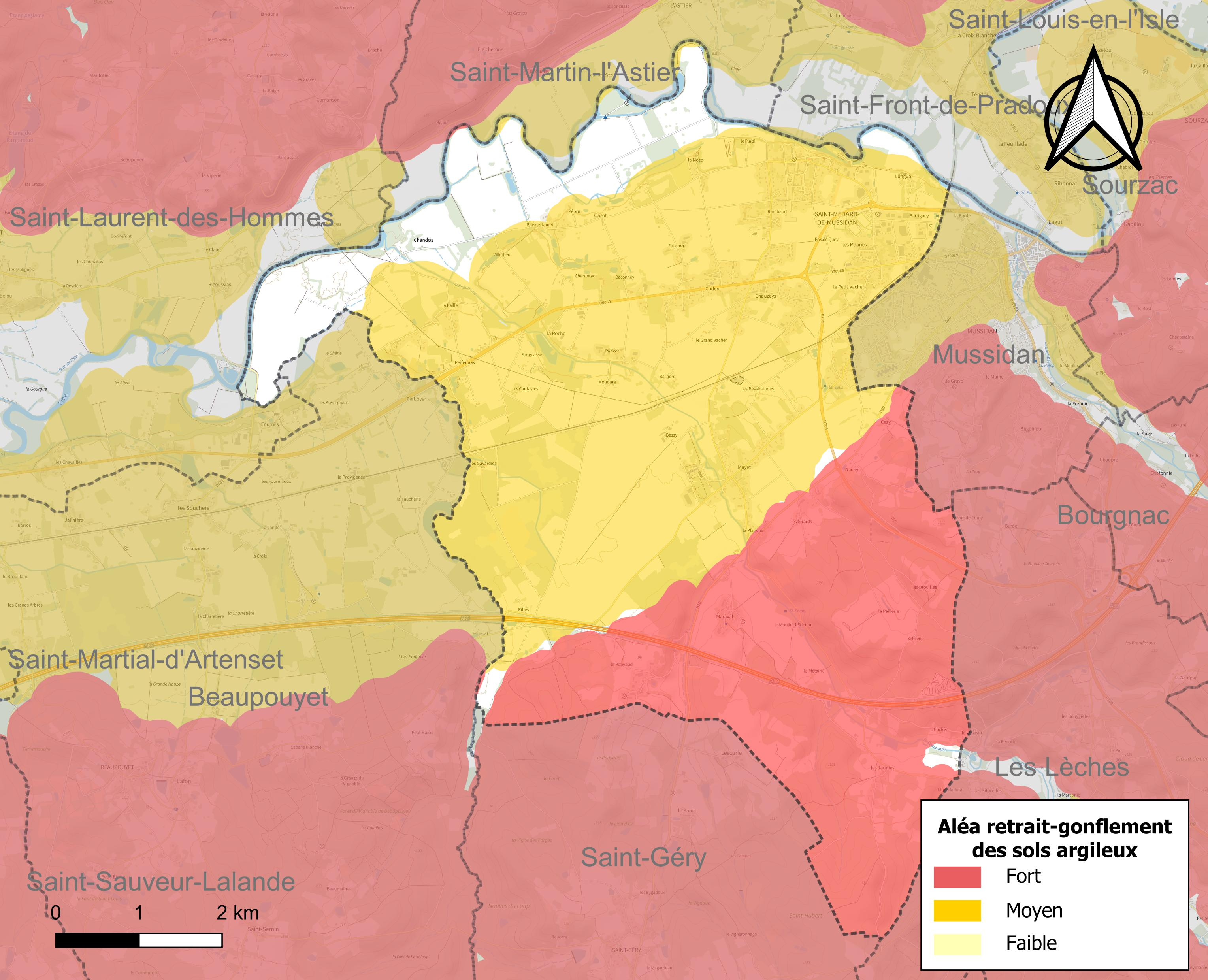
Carte des zones d'aléa retrait-gonflement des sols argileux de Saint-Médard-de-Mussidan.

Certaines parties du territoire communal sont susceptibles d’être affectées par le risque d’inondation par débordement de cours d'eau, notamment l'Isle, le Grolet, la Beauronne et le Martarieux. La commune a été reconnue en état de catastrophe naturelle au titre des dommages causés par les inondations et coulées de boue survenues en 1982, 1986, 1993, 1999 et 2003,. Le risque inondation est pris en compte dans l'aménagement du territoire de la commune par le biais du plan de prévention des risques inondation (PPRI) de la « vallée de l'Isle - Mussidanais »  prescrit le 14 mai 2007 et approuvé le 6 juillet 2009, pour les crues de l'Isle, impactant ses rives jusqu'à un kilomètre de largeur sur le territoire communal au nord de Villedieu, ainsi que la partie aval de ses affluents : la Beauronne, sur ses 1 200 derniers mètres, et le Martarieux sur plus de deux kilomètres,.
Saint-Médard-de-Mussidan est exposée au risque de feu de forêt. L’arrêté préfectoral du 14 mars 2013 fixe les conditions de pratique des incinérations et de brûlage dans un objectif de réduire le risque de départs d’incendie. À ce titre, des périodes sont déterminées : interdiction totale du 15 février au 15 mai et du 15 juin au 15 octobre, utilisation réglementée du 16 mai au 14 juin et du 16 octobre au 14 février. En septembre 2020, un plan inter-départemental de protection des forêts contre les incendies (PidPFCI) a été adopté pour la période 2019-2029,.
Les mouvements de terrains susceptibles de se produire sur la commune sont des tassements différentiels. Le retrait-gonflement des sols argileux est susceptible d'engendrer des dommages importants aux bâtiments en cas d’alternance de périodes de sécheresse et de pluie. 87,6 % de la superficie communale est en aléa moyen ou fort (58,6 % au niveau départemental et 48,5 % au niveau national métropolitain). Depuis le 1er octobre 2020, en application de la loi ÉLAN, différentes contraintes s'imposent aux vendeurs, maîtres d'ouvrages ou constructeurs de biens situés dans une zone classée en aléa moyen ou fort,.
La commune a été reconnue en état de catastrophe naturelle au titre des dommages causés par la sécheresse en 1989, 1992, 1997, 2005 et 2011 et par des mouvements de terrain en 1999.

## Toponymie

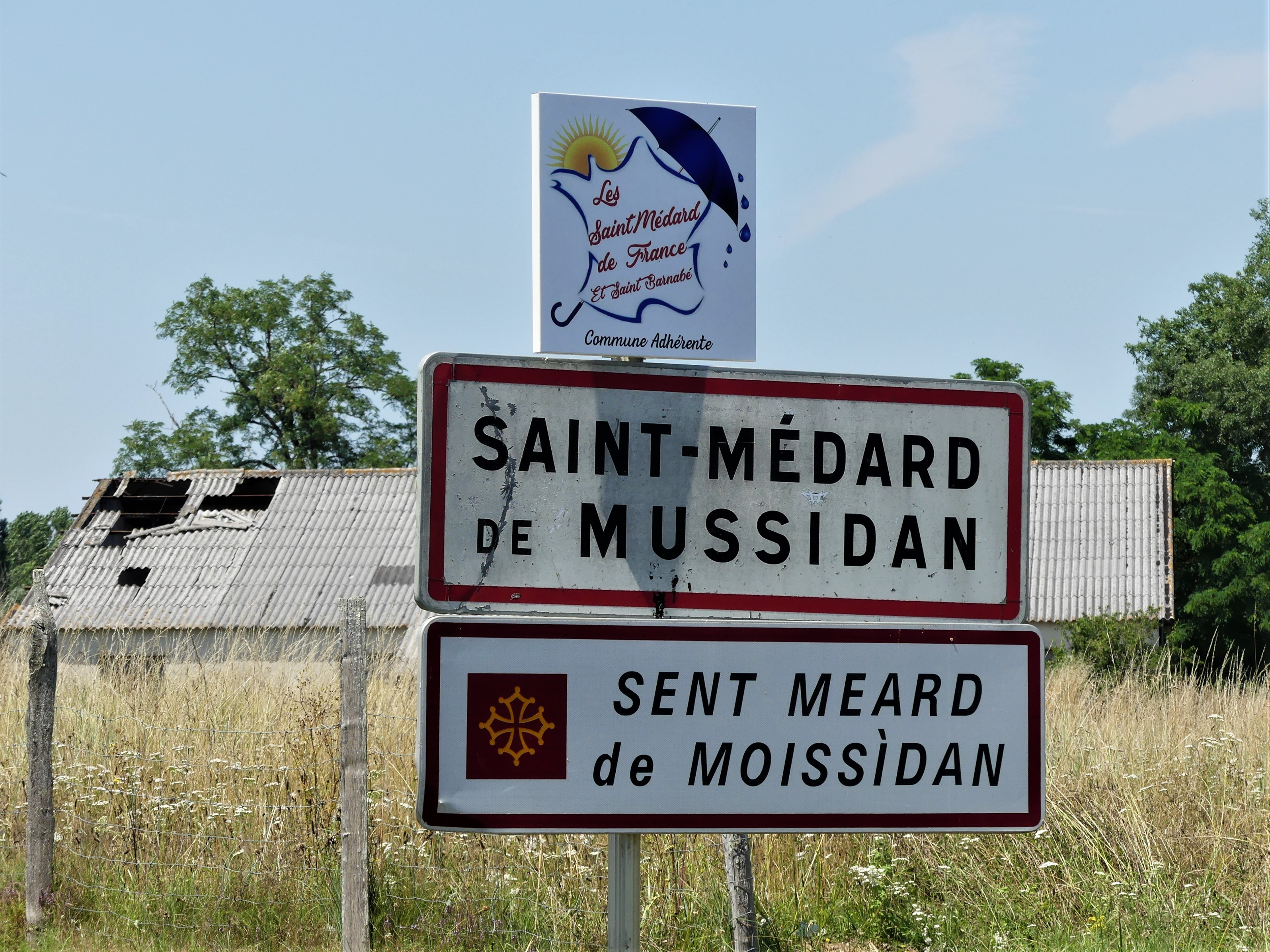
Panneau bilingue fen rançais et occitan.

En occitan, la commune se nomme Sent Meard de Moissídan,..

## Histoire
Des vestiges de présence humaine datant de l'Aurignacien et du Moustérien, ainsi que d'anciens silos à grain médiévaux, ont été mis en évidence entre 2008 et 2013 lors de fouilles archéologiques au lieu-dit les Chauzeys. Des éclats de silex remontant au Moustérien ont aussi été révélés en 2012 au lieu-dit les Bessinaudes.
Saint-Médard-de-Mussidan s'appelait autrefois Saint Médard de Limeuil.
Sur la carte de Cassini représentant la France entre 1756 et 1789, on trouve également la graphie Saint Medard de Mucidan.

## Politique et administration

### Intercommunalité
Fin 2002, Saint-Médard-de-Mussidan intègre dès sa création la communauté de communes du Mussidanais en Périgord. Celle-ci disparaît au 31 décembre 2016, remplacée au 1er janvier 2017 par la communauté de communes Isle et Crempse en Périgord.

### Administration municipale
La population de la commune étant comprise entre 1 500 et 2 499 habitants au recensement de 2017, dix-neuf conseillers municipaux ont été élus en 2020,.

### Liste des maires

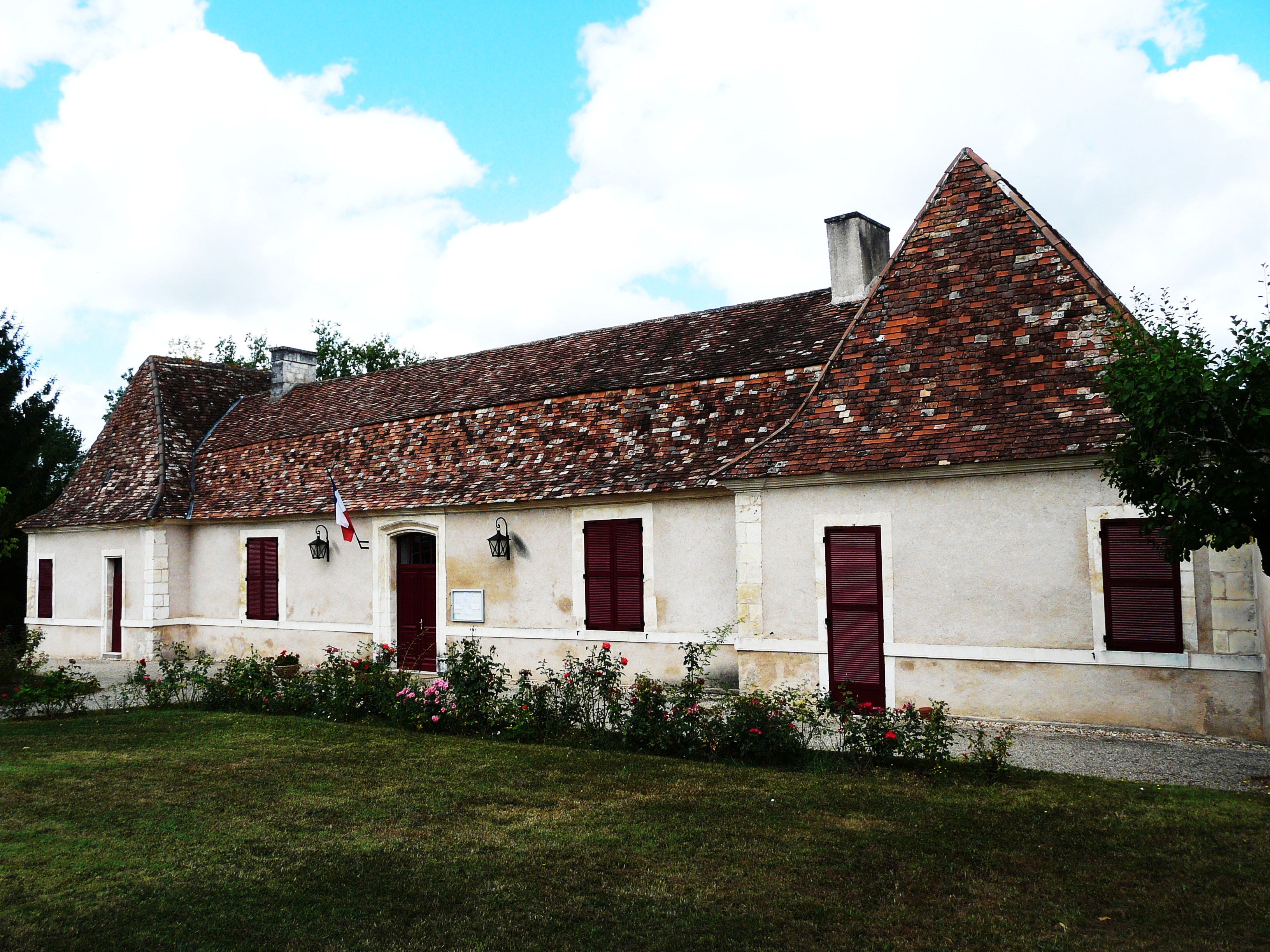
La mairie en 2008.

| Période                                  | Période   | Identité             | Étiquette | Qualité                                                                      |
| ---------------------------------------- | --------- | -------------------- | --------- | ---------------------------------------------------------------------------- |
| Les données manquantes sont à compléter. |           |                      |           |                                                                              |
|                                          |           |                      |           |                                                                              |
| mai 1945                                 | 1963      | Henri Feytou         | PCF       | Propriétaire exploitant Conseiller général du canton de Mussidan (1945-1951) |
| 1963                                     | mars 1965 | Maurice Marty        |           |                                                                              |
| mars 1965                                | 1979      | Roger Peyrefiche     |           |                                                                              |
| 1979                                     | juin 1995 | Henri Marcel Guillot | PCF       |                                                                              |
| juin 1995 (réélu en mai 2020)            | En cours  | Michel Florenty      | PCF       | Agriculteur Président de la CC du Mussidanais en Périgord (2014-2016)        |

## Équipements et services publics

### Santé
Depuis septembre 2021, la commune dispose d'un centre départemental de santé dans lequel exercent des médecins salariés par la collectivité. Début 2023, trois médecins généralistes y officient, et un cabinet d'infirmiers s'est installé à l'arrière, en attendant l'installation d'un proche cabinet paramédical.

### Justice
En 2023, dans le domaine judiciaire, Saint-Médard-de-Mussidan relève : 
- du tribunal judiciaire, du tribunal pour enfants, du conseil de prud'hommes et du tribunal de commerce de Périgueux ;
- du pôle Nationalité du tribunal judiciaire de Périgueux (compétent uniquement dans le domaine de la nationalité) ;
- de la cour d'appel, du tribunal administratif et de la  cour administrative d'appel de Bordeaux.

## Population et société

### Démographie
L'évolution du nombre d'habitants est connue à travers les recensements de la population effectués dans la commune depuis 1793. Pour les communes de moins de 10 000 habitants, une enquête de recensement portant sur toute la population est réalisée tous les cinq ans, les populations de référence des années intermédiaires étant quant à elles estimées par interpolation ou extrapolation. Pour la commune, le premier recensement exhaustif entrant dans le cadre du nouveau dispositif a été réalisé en 2006.

En 2022, la commune comptait 1 619 habitants, en évolution de −5,6 % par rapport à 2016 (Dordogne : +0,37 %, France hors Mayotte : +2,11 %).
| 1793 | 1800 | 1806 | 1821 | 1831 | 1836 | 1841 | 1846 | 1851 |
| ---- | ---- | ---- | ---- | ---- | ---- | ---- | ---- | ---- |
| 795  | 811  | 780  | 803  | 840  | 858  | 897  | 939  | 984  |

| 1856 | 1861  | 1866 | 1872 | 1876 | 1881 | 1886 | 1891 | 1896  |
| ---- | ----- | ---- | ---- | ---- | ---- | ---- | ---- | ----- |
| 988  | 1 002 | 953  | 925  | 927  | 985  | 943  | 962  | 1 019 |

| 1901 | 1906 | 1911 | 1921 | 1926 | 1931 | 1936  | 1946  | 1954  |
| ---- | ---- | ---- | ---- | ---- | ---- | ----- | ----- | ----- |
| 991  | 959  | 922  | 942  | 964  | 958  | 1 004 | 1 042 | 1 150 |

| 1962  | 1968  | 1975  | 1982  | 1990  | 1999  | 2006  | 2011  | 2016  |
| ----- | ----- | ----- | ----- | ----- | ----- | ----- | ----- | ----- |
| 1 153 | 1 327 | 1 540 | 1 644 | 1 600 | 1 512 | 1 636 | 1 704 | 1 715 |

| 2021  | 2022  | - | - | - | - | - | - | - |
| ----- | ----- | - | - | - | - | - | - | - |
| 1 648 | 1 619 | - | - | - | - | - | - | - |

### Sports
- Football : l'Union sportive Mussidan/Saint-Médard évolue en Régional 2 pour la saison 2023-2024[68].

## Économie

### Emploi
En 2015, parmi la population communale comprise entre 15 et 64 ans, les actifs représentent 653 personnes, soit 38,0 % de la population municipale. Le nombre de chômeurs (93) a augmenté par rapport à 2010 (78) et le taux de chômage de cette population active s'établit à 14,3 %.

### Établissements
Au 31 décembre 2015, la commune compte 129 établissements, dont 78 au niveau des commerces, transports ou services, dix-huit dans l'agriculture, la sylviculture ou la pêche, douze dans l'industrie, douze dans la construction, et neuf relatifs au secteur administratif, à l'enseignement, à la santé ou à l'action sociale.

### Entreprises
Dans le secteur du commerce, parmi les entreprises dont le siège social est en Dordogne, la société « Mussidan distribution » implantée à Saint-Médard-de-Mussidan se classe en 34e position quant au chiffre d'affaires hors taxes en 2015-2016, avec 18 946 k€.

## Culture locale et patrimoine

### Lieux et monuments
- Château de Longua et son parc (XIXe siècle), ainsi que sa chapelle du XVe siècle, inscrits au titre des  monuments historiques en 2002 et 2004[73].
- Château de Bassy (es), aujourd'hui centre médical et de rééducation[74]. Édifié en 1925 dans un parc de sept hectares par l'architecte Paul Cocula, il devient la propriété de la Caisse des assurances sociales de Seine-et-Oise en 1939[75]. Transformé en préventorium en 1950, il devient un sanatorium trois ans plus tard, avant d'évoluer en service de médecine et de réadaptation (SMR), avec également un service de soins gériatriques[75].
- Manoir de la Moze[76], ou chartreuse de la Moze[77].
- Présence probable d'un tumulus à environ 400 mètres du château de Longua sous lequel se trouve un souterrain[78].
- Église Saint Médard[79].

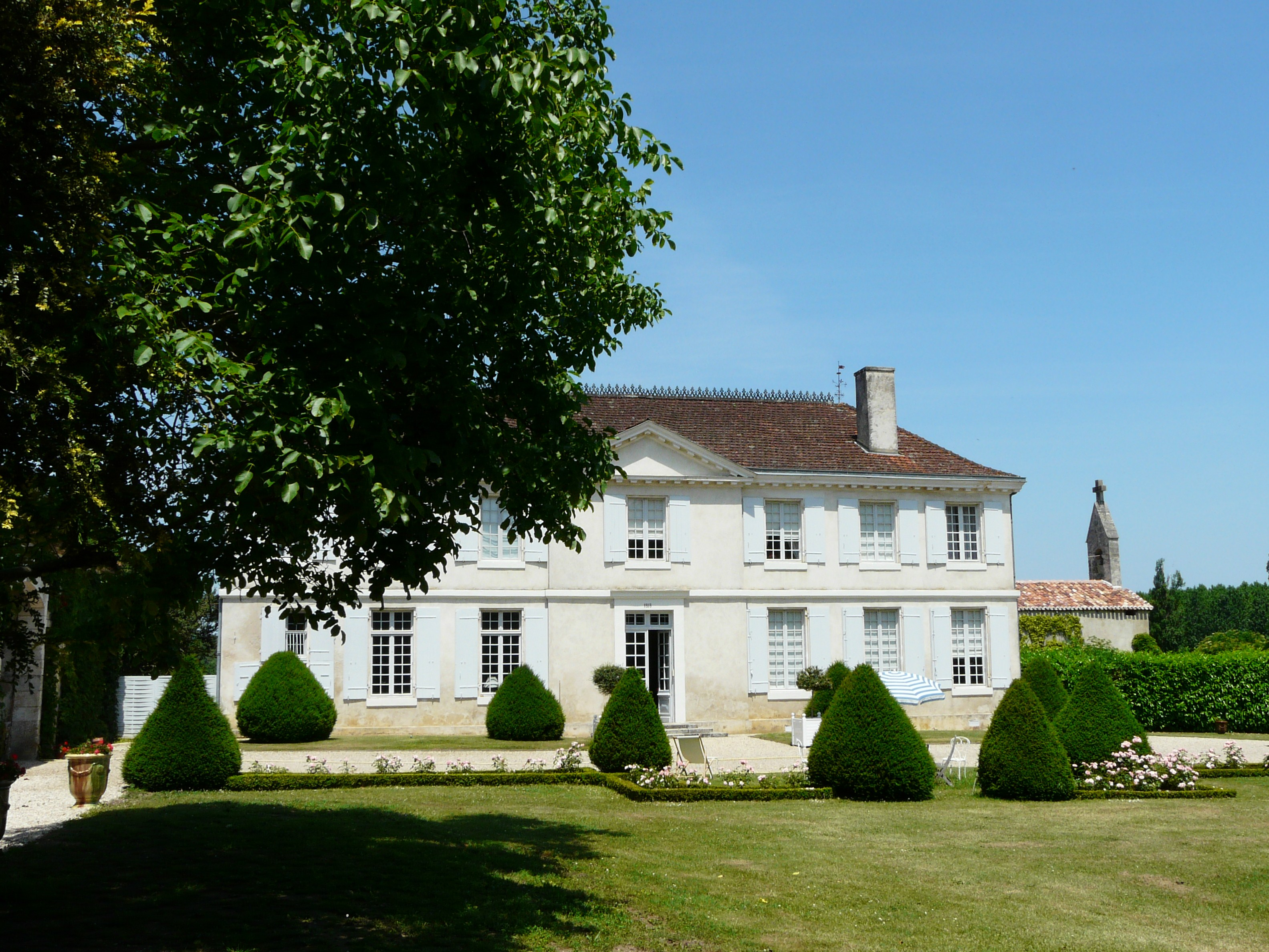
Le château de Longua.
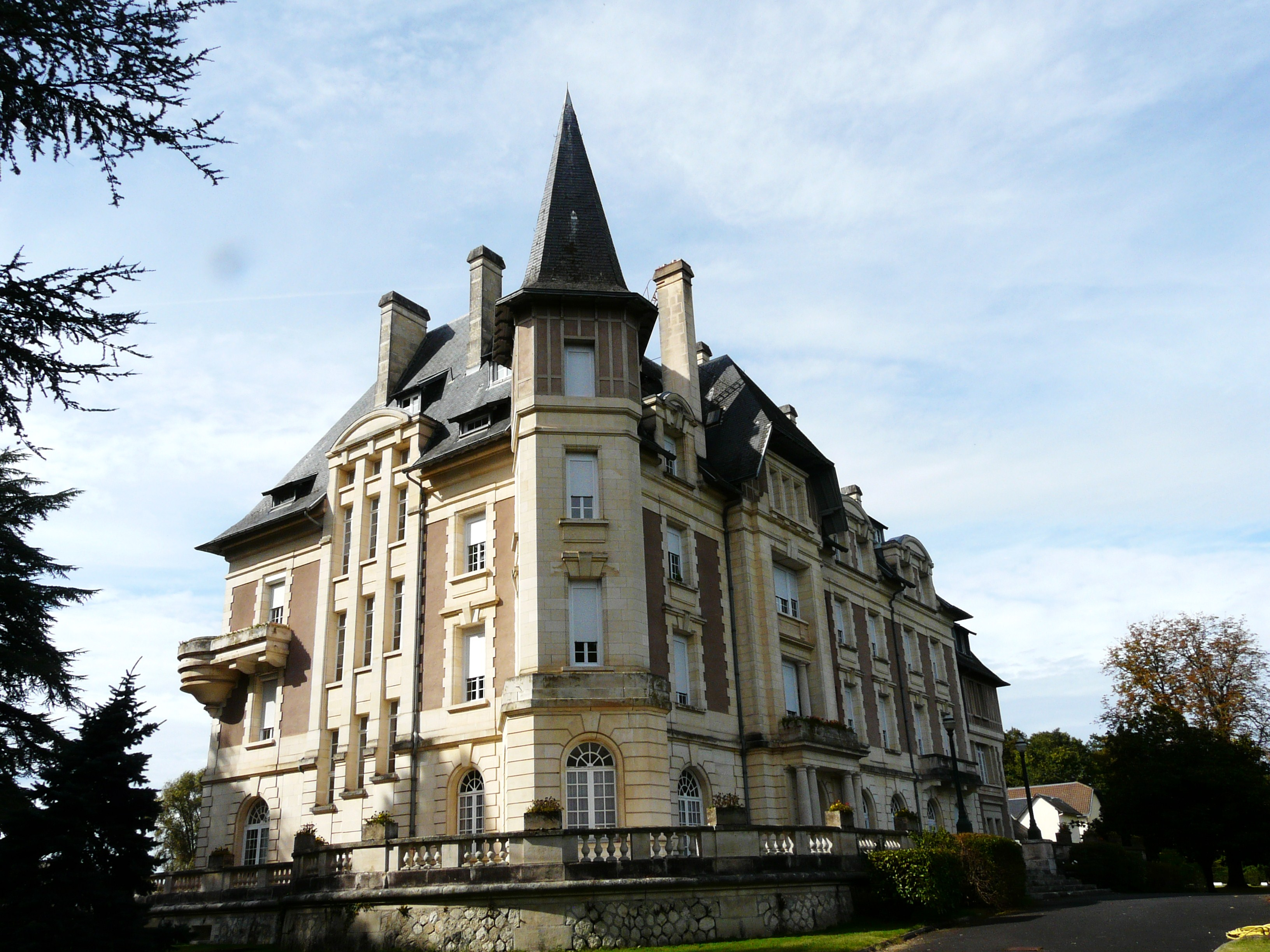
Le château de Bassy.
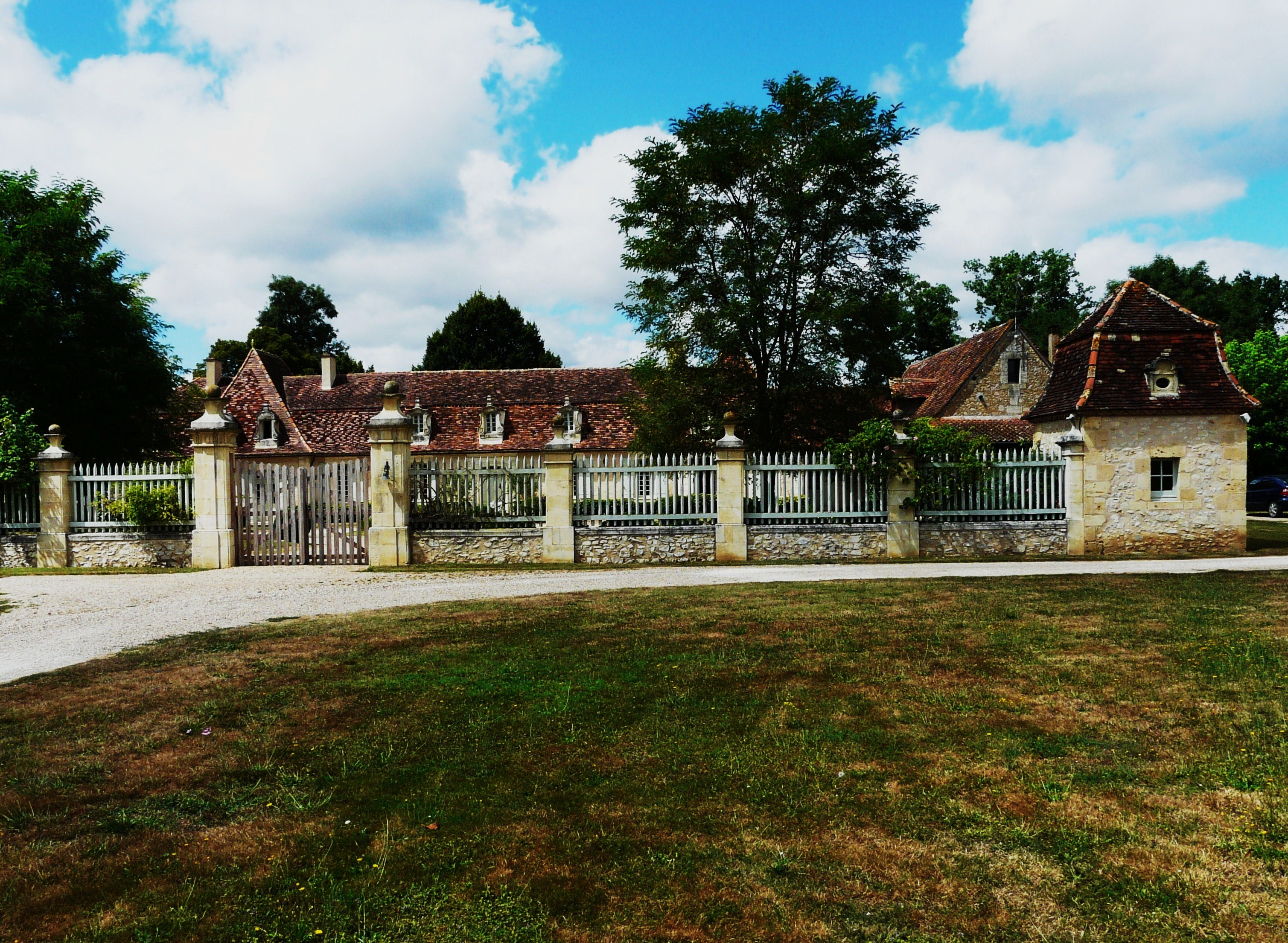
Le manoir de la Moze.
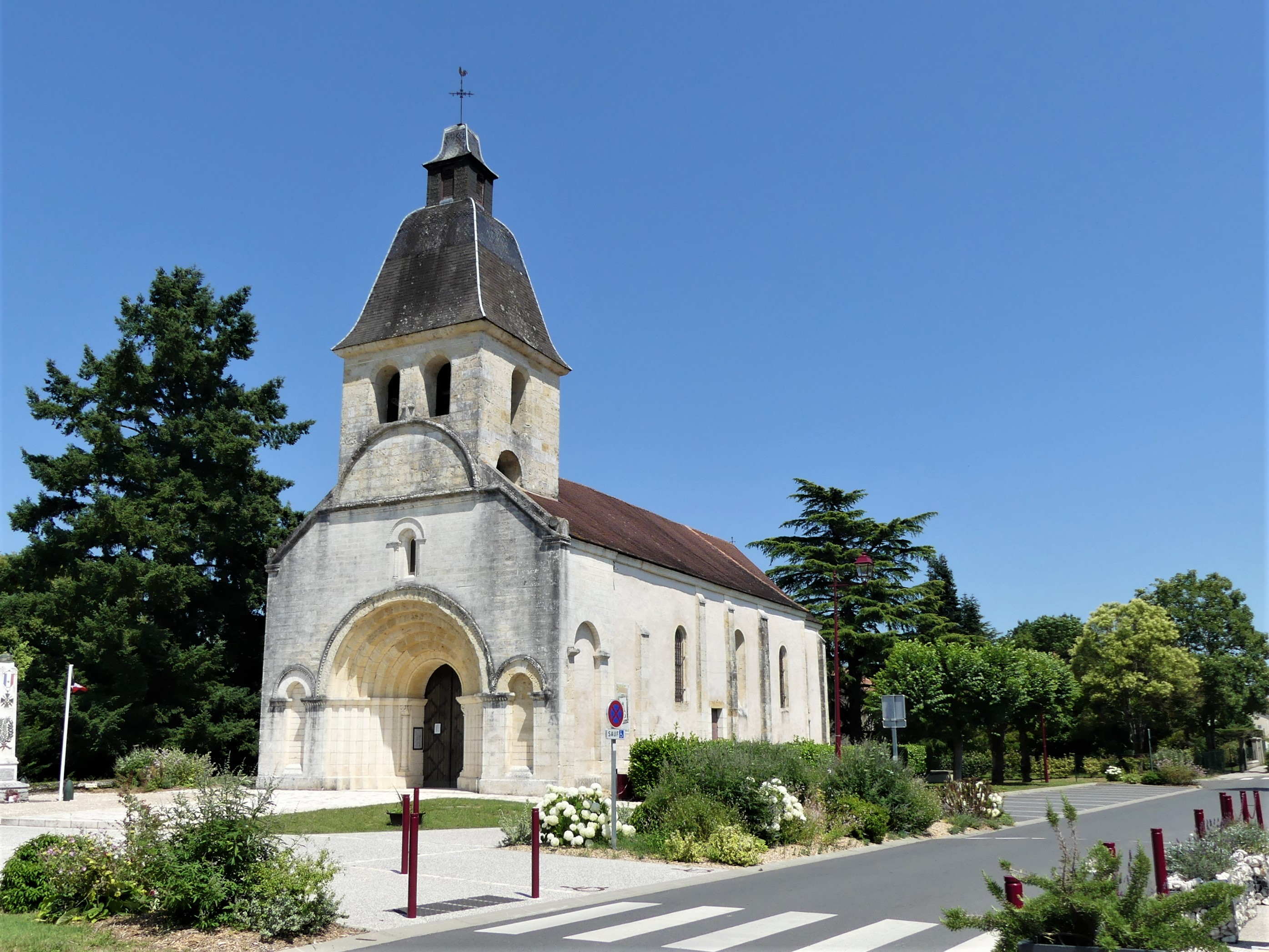
L'église Saint-Médard.
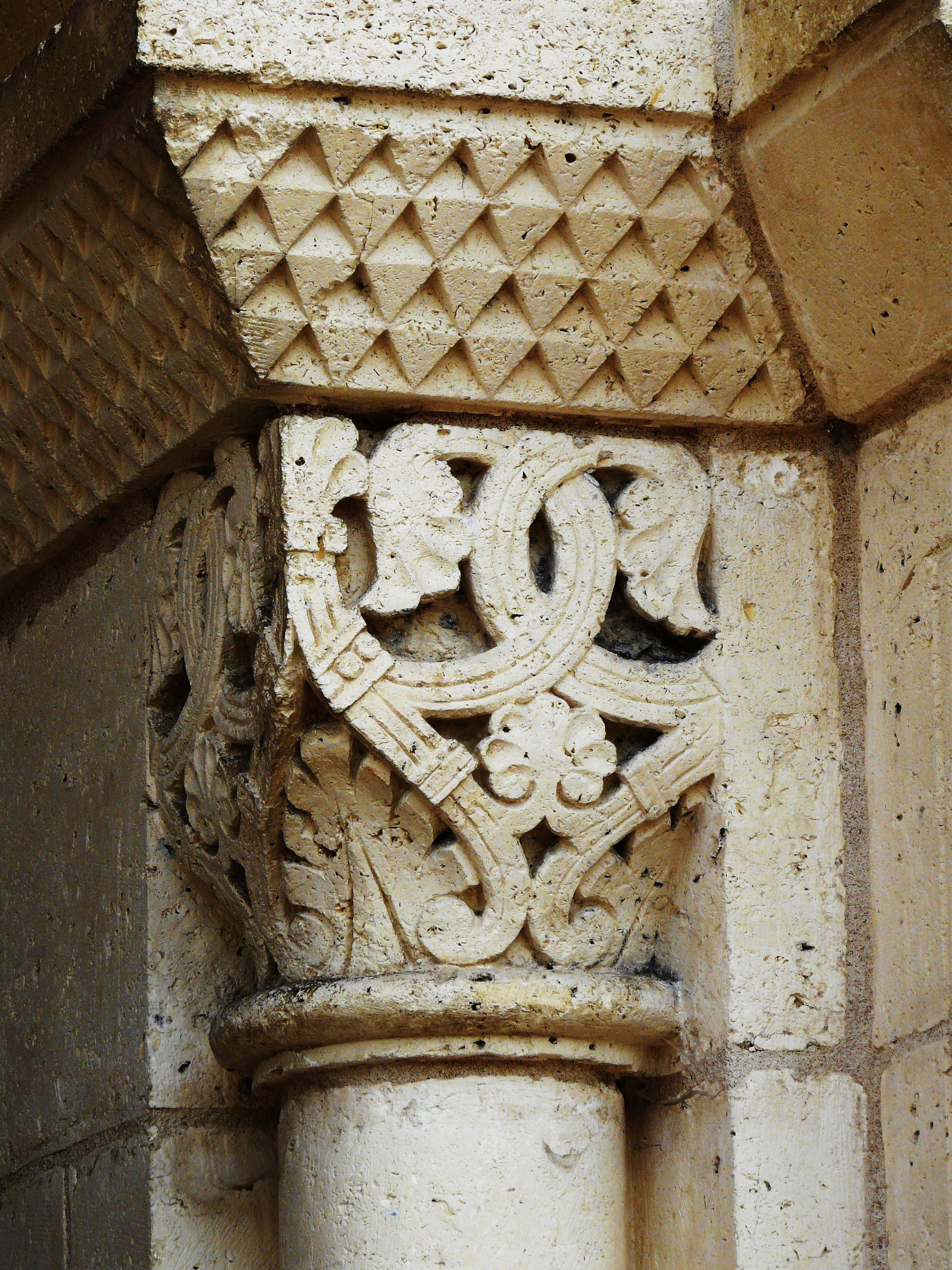
Chapiteau du porche de l'église.
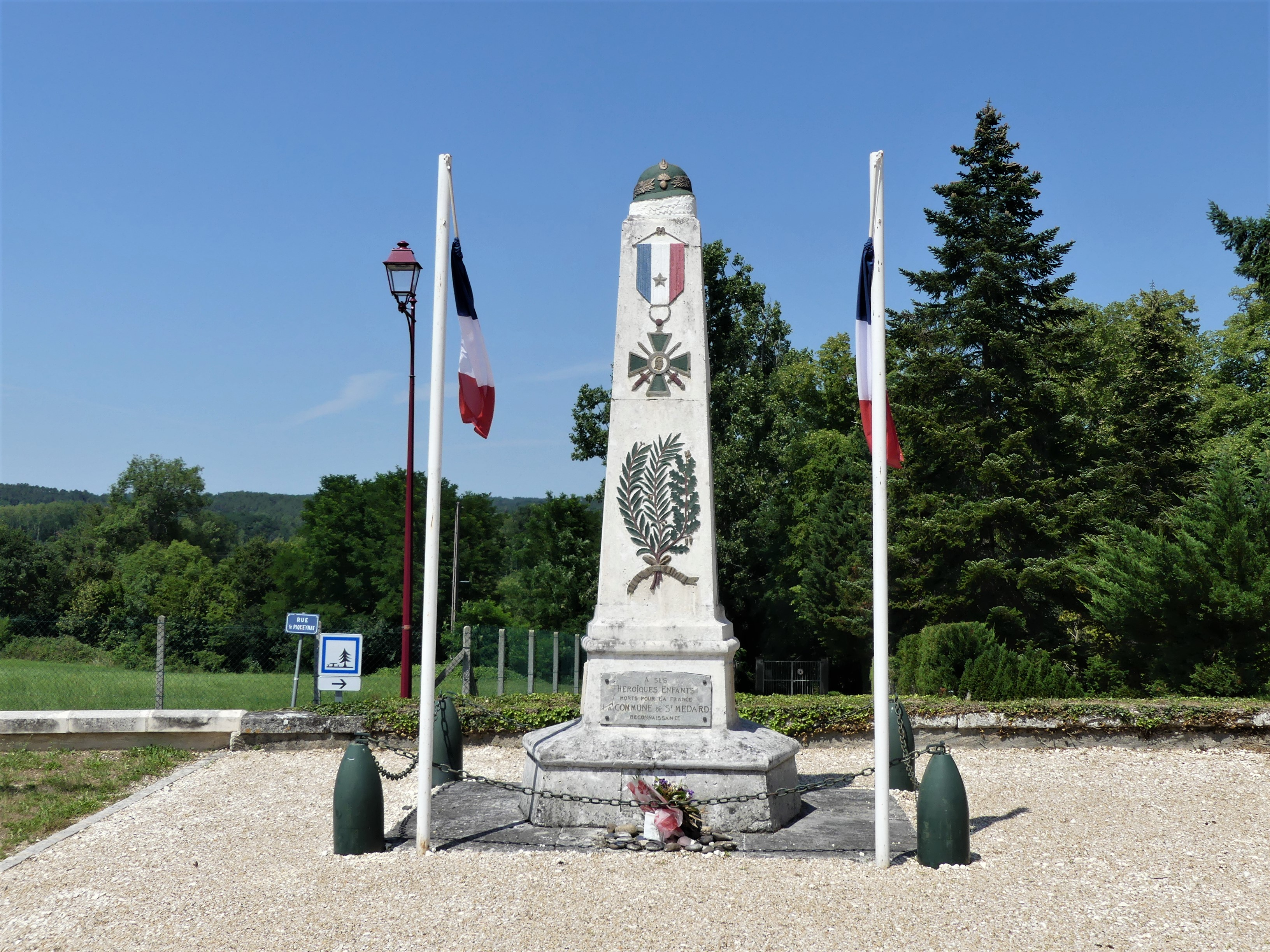
Le monument aux morts.

### Personnalités liées à la commune
- Princesse Marguerite Troubetzkoy (1857-1938), petite-fille de Marie Taglioni, qui a résidé au chalet de Bassy[80].
- Auguste Gilbert de Voisins (1877-1939), écrivain, essayiste et traducteur français, Grand prix de littérature de l'Académie française en 1926, qui a séjourné à plusieurs reprises au chalet de Bassy et y a préparé plusieurs romans[80].

## Pour approfondir